# Doryctobracon fluminensis
Doryctobracon fluminensis är en stekelart som först beskrevs av Costa Lima 1937.  Doryctobracon fluminensis ingår i släktet Doryctobracon och familjen bracksteklar. Inga underarter finns listade i Catalogue of Life.